# Ai (prénom)
Ai (あい) est un prénom japonais.

## Personnalités
- Ai Fukuhara, joueuse de tennis de table
- Ai Kago, actrice, ex-chanteuse-idole japonaise avec les groupes Morning Musume, Mini Moni, W (Double You)
- Ai Otsuka, chanteuse de J-pop
- Ai Shimizu, actrice seiyuu (doubleuse) d'anime
- Ai Shibata, championne de natation
- Ai Sugiyama, joueuse de tennis
- Ai Takahashi, chanteuse-idole japonaise avec le groupe Morning Musume, ex-Mini Moni
- Ai Uemura, chanteuse de J-pop
- Ai Yazawa, dessinatrice de manga

## Personnage de fiction
- Princess Aï, un personnage inspiré par Courtney Love dans le manga du même nom
- Ai Amano, personnage du manga Video Girl Ai
- Ai Enma, un personnage du manga La Fille des enfers
- Ai Haibara, un personnage du manga Détective Conan
- Ai Kisugi, une des sœurs de la série manga et anime Cat's Eye / Signé Cat's Eye
- Ai Kuran fille de Kaname Kuran et de Yuki Koruso dans Vampire Knight Memories
- Ai Tokiwa, une des anges des derniers tomes de Great Teacher Onizuka
- Ai Mikami, un personnage du manga Mirai Nikki
- Ai Hoshino, mère des jumeaux dans le manga Oshi  no ko